# Dutch Darts Masters (World Series)
Das Dutch Darts Masters ist ein Dartturnier, das von der Professional Darts Corporation (PDC) im Rahmen der World Series of Darts veranstaltet wird. Der Wettbewerb wurde 2022 zum ersten Mal in Amsterdam ausgetragen.

## Historie
Von 2013 bis 2019 wurde mit dem gleichnamigen Dutch Darts Masters ein Turnier der European Darts Tour in den Niederlanden ausgetragen. Die Ausgabe 2020 wurde aufgrund der COVID-19-Pandemie nicht neu angesetzt, im Jahr 2021 gar kein European Tour-Turnier in den Niederlanden ausgetragen. Das angesetzte European Tour-Event in Zwolle entpuppte sich später als eine Neuauflage der 2018 einmalig ausgetragenen Dutch Darts Championship.
Als die PDC am 7. März 2022 die World Series of Darts 2022 offiziell verkündete, ließ sie für den 24. und 25. Juni einen Turnierslot frei, während alle anderen Turniere klar benannt wurden. Am 11. April gab die PDC bekannt, dass es sich hierbei um das Dutch Darts Masters handelt.
Erster Sieger des Turniers wurde am 25. Juni 2022 der Belgier Dimitri Van den Bergh, welcher das Finale mit 8:2 gegen Dirk van Duijvenbode.
Am 26. September 2022 verkündete die PDC ihre Pläne für die kommende Word Series-Saion. Dabei tauchte das Dutch Darts Masters nicht auf.
Das Turnier kehrte im Januar 2024 wieder auf den Circuit zurück. Die zweite Ausgabe wurde dabei in der Maaspoort in ’s-Hertogenbosch ausgetragen.

## Format
An dem Turnier nahmen insgesamt 16 Spieler teil. Dazu zählten 2022 die Top vier der PDC Order of Merit, vier Wildcard-Spieler und acht lokale Qualifikanten. 2024 wurden acht Wildcards der PDC vergeben, die übrigen acht Spieler waren Repräsentanten aus den Beneluxstaaten.
Das Turnier wird im K.-o.-System gespielt. In der ersten Runde und im Viertelfinale ist der Spielmodus ein best of 11 legs, im Halbfinale wird best of 13 legs gespielt. Das Finale wird im best of 15 legs-Modus gespielt.

## Preisgeld
Bei dem Turnier werden insgesamt £ 100.000 an Preisgeldern ausgeschüttet. Das Preisgeld verteilt sich unter den Teilnehmern wie folgt:
| Position (Anzahl der Spieler) | Position (Anzahl der Spieler) | Preisgeld |
| ----------------------------- | ----------------------------- | --------- |
| Gewinner                      | (1)                           | £ 30.000  |
| Finalist                      | (1)                           | £ 16.000  |
| Halbfinalisten                | (2)                           | £ 10.000  |
| Viertelfinalisten             | (4)                           | £ 5.000   |
| Achtelfinalisten              | (8)                           | £ 1.750   |
|                               |                               |           |
|                               |                               | £ 100.000 |

Da es sich um ein Einladungsturnier handelt, werden die erspielten Preisgelder bei der Berechnung der PDC Order of Merit nicht berücksichtigt.

## Finalergebnisse
| Jahr | Austragungsort              | Sieger                | Ergebnis          | Finalist             | Sponsor           | Preisgeld         | Preisgeld         |
| Jahr | Austragungsort              | Sieger                | Ergebnis          | Finalist             | Sponsor           | Gesamt            | Sieger            |
| ---- | --------------------------- | --------------------- | ----------------- | -------------------- | ----------------- | ----------------- | ----------------- |
| 2022 | Ziggo Dome, Amsterdam       | Dimitri Van den Bergh | 8 : 2             | Dirk van Duijvenbode | Viaplay           | £ 60.000          | £ 20.000          |
| 2023 | nicht ausgetragen           | nicht ausgetragen     | nicht ausgetragen | nicht ausgetragen    | nicht ausgetragen | nicht ausgetragen | nicht ausgetragen |
| 2024 | Maaspoort, ’s-Hertogenbosch | Michael van Gerwen    | 8 : 6             | Luke Littler         | TOTO              | £ 60.000          | £ 20.000          |
| 2025 | Maaspoort, ’s-Hertogenbosch | Rob Cross             | 8 : 5             | Stephen Bunting      | TOTO              | £ 100.000         | £ 30.000          |